# Liga dos Campeões da UEFA de 2017–18 – Fase Final
A Fase Final da Liga dos Campeões da UEFA de 2017–18 foi disputada entre os dias 13 de fevereiro até 26 de maio de 2018, dia da final que foi disputada no Estádio Olímpico em Kiev na Ucrânia. Um total de 16 equipes participaram desta fase.
Os horários até 24 de março de 2018 (oitavas de final) seguem o fuso horário (UTC+1) e as fases seguintes até final seguem o fuso horário (UTC+2).

## Calendário
O calendário da fase final é o seguinte:
| Fase       | Rodada           | Data do sorteio        | Partida de ida                               | Partida de volta                             |
| ---------- | ---------------- | ---------------------- | -------------------------------------------- | -------------------------------------------- |
| Fase final | Oitavas de final | 11 de dezembro de 2017 | 13–14 & 20–21 de fevereiro de 2018           | 6–7 & 13–14 de março de 2018                 |
| Fase final | Quartas de final | 16 de março de 2018    | 3–4 de abril de 2018                         | 10–11 de abril de 2018                       |
| Fase final | Semifinais       | 13 de abril de 2018    | 24–25 de abril de 2018                       | 1–2 de maio de 2018                          |
| Fase final | Final            | 13 de abril de 2018    | 26 de maio de 2018 no Estádio Olímpico, Kiev | 26 de maio de 2018 no Estádio Olímpico, Kiev |

Nas oitavas, quartas e semi finais os jogos são disputados em sistema de ida e volta, e o classificado sai pelo saldo de gols obtido, nessas fases a regra do gol fora de casa é válida. Se o resultado estiver empatado (sem a regra do gol fora) é jogada a prorrogação e persistindo o empate o classificado à próxima fase é conhecido pelos pênaltis.
A final é disputada em jogo único e em campo neutro. O vencedor será quem marcar mais gols no tempo normal. Se haver empate será jogada a prorrogação e persistindo o empate o campeão será conhecido pelos pênaltis. Na atual edição a final será no Estádio Olímpico de Kiev, na Ucrânia no dia 26 de maio de 2018.

## Equipes classificadas
| Grupo | Líderes de grupo    | Vice-líderes de grupo |
| ----- | ------------------- | --------------------- |
| A     | Manchester United   | Basel                 |
| B     | Paris Saint-Germain | Bayern de Munique     |
| C     | Roma                | Chelsea               |
| D     | Barcelona           | Juventus              |
| E     | Liverpool           | Sevilla               |
| F     | Manchester City     | Shakhtar Donetsk      |
| G     | Beşiktaş            | Porto                 |
| H     | Tottenham           | Real Madrid           |

## Oitavas de final
O sorteio para as oitavas de final foi realizado em 11 de dezembro de 2017 na sede da UEFA em Nyon na Suíça.
As partidas de ida foram disputadas nos dias 13, 14, 20 e 21 de fevereiro e as partidas de volta em 6, 7, 13 e 14 de março de 2018.
| Equipe 1          | Total    | Equipe 2            | 1.º jogo | 2.º jogo |
| ----------------- | -------- | ------------------- | -------- | -------- |
| Juventus          | 4–3      | Tottenham           | 2–2      | 2–1      |
| Basel             | 2–5      | Manchester City     | 0–4      | 2–1      |
| Porto             | 0–5      | Liverpool           | 0–5      | 0–0      |
| Sevilla           | 2–1      | Manchester United   | 0–0      | 2–1      |
| Real Madrid       | 5–2      | Paris Saint-Germain | 3–1      | 2–1      |
| Shakhtar Donetsk  | 2–2 (gf) | Roma                | 2–1      | 0–1      |
| Chelsea           | 1–4      | Barcelona           | 1–1      | 0–3      |
| Bayern de Munique | 8–1      | Beşiktaş            | 5–0      | 3–1      |

### Partidas de ida
| 13 de fevereiro de 2018 | Juventus             | 2 – 2     | Tottenham              | Juventus Stadium, Turim                  |
| 20:45                   | Higuaín 2', 9' (pen) | Relatório | Kane 35' · Eriksen 71' | Público: 41 232 Árbitro: GER Felix Brych |

| 13 de fevereiro de 2018 | Basel | 0 – 4     | Manchester City                                     | St. Jakob-Park, Basileia                    |
| 20:45                   |       | Relatório | Gündoğan 14', 53' · Bernardo Silva 18' · Agüero 23' | Público: 36 000 Árbitro: SWE Jonas Eriksson |

| 14 de fevereiro de 2018 | Porto | 0 – 5     | Liverpool                                    | Estádio do Dragão, Porto                    |
| 20:45                   |       | Relatório | Mané 25', 53', 85' · Salah 29' · Firmino 69' | Público: 47 718 Árbitro: ITA Daniele Orsato |

| 14 de fevereiro de 2018 | Real Madrid                          | 3 – 1     | Paris Saint-Germain | Estádio Santiago Bernabéu, Madrid            |
| 20:45                   | Ronaldo 45' (pen), 83' · Marcelo 86' | Relatório | Rabiot 33'          | Público: 78 158 Árbitro: ITA Gianluca Rocchi |

| 20 de fevereiro de 2018 | Chelsea     | 1 – 1     | Barcelona | Stamford Bridge, Londres                  |
| 20:45                   | Willian 62' | Relatório | Messi 75' | Público: 37 741 Árbitro: TUR Cüneyt Çakır |

| 20 de fevereiro de 2018 | Bayern de Munique                                  | 5 – 0     | Beşiktaş | Allianz Arena, Munique                      |
| 20:45                   | Müller 43', 66' · Coman 53' · Lewandowski 79', 88' | Relatório |          | Público: 70 000 Árbitro: ROU Ovidiu Hațegan |

| 21 de fevereiro de 2018 | Sevilla | 0 – 0     | Manchester United | Estádio Ramón Sánchez Pizjuán, Sevilha      |
| 20:45                   |         | Relatório |                   | Público: 39 725 Árbitro: FRA Clément Turpin |

| 21 de fevereiro de 2018 | Shakhtar Donetsk        | 2 – 1     | Roma      | Estádio Metalist, Carcóvia                  |
| 20:45                   | Ferreyra 52' · Fred 71' | Relatório | Ünder 41' | Público: 35 124 Árbitro: SCO William Collum |

### Partidas de volta
| 6 de março de 2018 | Paris Saint-Germain | 1 – 2     | Real Madrid                | Parc des Princes, Paris                  |
| 20:45              | Cavani 71'          | Relatório | Ronaldo 51' · Casemiro 80' | Público: 46 585 Árbitro: GER Felix Brych |

Real Madrid venceu por 5–2 no placar agregado.
| 6 de março de 2018 | Liverpool | 0 – 0     | Porto | Anfield, Liverpool                        |
| 20:45              |           | Relatório |       | Público: 48 768 Árbitro: GER Felix Zwayer |

Liverpool venceu por 5–0 no placar agregado.
| 7 de março de 2018 | Tottenham         | 1 – 2     | Juventus                 | Estádio de Wembley, Londres                   |
| 20:45              | Son Heung-min 39' | Relatório | Higuaín 64' · Dybala 67' | Público: 84 010 Árbitro: POL Szymon Marciniak |

Juventus venceu por 4–3 no placar agregado.
| 7 de março de 2018 | Manchester City  | 1 – 2     | Basel                      | City of Manchester Stadium, Manchester      |
| 20:45              | Gabriel Jesus 8' | Relatório | Elyounoussi 17' · Lang 71' | Público: 49 411 Árbitro: CZE Pavel Královec |

Manchester City venceu por 5–2 no placar agregado.
| 13 de março de 2018 | Manchester United | 1 – 2     | Sevilla             | Old Trafford, Manchester                    |
| 20:45               | Lukaku 84'        | Relatório | Ben Yedder 74', 78' | Público: 74 909 Árbitro: NED Danny Makkelie |

Sevilla venceu por 2–1 no placar agregado.
| 13 de março de 2018 | Roma      | 1 – 0     | Shakhtar Donetsk | Estádio Olímpico, Roma                                |
| 20:45               | Džeko 52' | Relatório |                  | Público: 47 693 Árbitro: ESP Alberto Undiano Mallenco |

2–2 no placar agregado. Roma venceu pela regra do gol fora de casa.
| 14 de março de 2018 | Beşiktaş        | 1 – 3     | Bayern de Munique                                    | Arena Vodafone, Istambul                    |
| 18:00               | Vágner Love 59' | Relatório | Thiago Alcántara 18' · Gönül 46' (g.c.) · Wagner 84' | Público: 36 885 Árbitro: ENG Michael Oliver |

Bayern de Munique venceu por 8–1 no placar agregado.
| 14 de março de 2018 | Barcelona                   | 3 – 0     | Chelsea | Camp Nou, Barcelona                        |
| 20:45               | Messi 3', 63' · Dembélé 20' | Relatório |         | Público: 97 183 Árbitro: SVN Damir Skomina |

Barcelona venceu por 4–1 no placar agregado.

## Quartas de final
O sorteio para as quartas de final foi realizado em 16 de março de 2018 na sede da UEFA em Nyon na Suíça.
As partidas de ida serão disputadas nos dias 3 e 4 de abril e as partidas de volta em 10 e 11 de abril de 2018.
| Equipe 1  | Total    | Equipe 2          | 1.º jogo | 2.º jogo |
| --------- | -------- | ----------------- | -------- | -------- |
| Barcelona | 4–4 (gf) | Roma              | 4–1      | 0–3      |
| Sevilla   | 1–2      | Bayern de Munique | 1–2      | 0–0      |
| Juventus  | 3–4      | Real Madrid       | 0–3      | 3–1      |
| Liverpool | 5–1      | Manchester City   | 3–0      | 2–1      |

### Partidas de ida
| 3 de abril de 2018 | Juventus | 0 – 3     | Real Madrid                   | Juventus Stadium, Turim                   |
| 20:45              |          | Relatório | Ronaldo 3', 64' · Marcelo 72' | Público: 40 849 Árbitro: TUR Cüneyt Çakır |

| 3 de abril de 2018 | Sevilla     | 1 – 2     | Bayern de Munique                       | Estádio Ramón Sánchez Pizjuán, Sevilha      |
| 20:45              | Sarabia 31' | Relatório | Navas 37' (g.c.) · Thiago Alcântara 68' | Público: 40 635 Árbitro: ITA Daniele Orsato |

| 4 de abril de 2018 | Liverpool                                     | 3 – 0     | Manchester City | Anfield, Liverpool                       |
| 20:45              | Salah 12' · Oxlade-Chamberlain 21' · Mané 31' | Relatório |                 | Público: 50 685 Árbitro: GER Felix Brych |

| 4 de abril de 2018 | Barcelona                                                            | 4 – 1     | Roma      | Camp Nou, Barcelona                         |
| 20:45              | De Rossi 38' (g.c.) · Manolas 55' (g.c.) · Piqué 59' · L. Suárez 87' | Relatório | Džeko 80' | Público: 90 106 Árbitro: NED Danny Makkelie |

### Partidas de volta
| 10 de abril de 2018 | Roma                                        | 3 – 0     | Barcelona | Estádio Olímpico, Roma                      |
| 20:45               | Džeko 6' · De Rossi 58' (pen) · Manolas 82' | Relatório |           | Público: 56 580 Árbitro: FRA Clément Turpin |

4–4 no placar agregado. Roma venceu pela regra do gol fora de casa.
| 10 de abril de 2018 | Manchester City  | 1 – 2     | Liverpool               | City of Manchester Stadium, Manchester           |
| 20:45               | Gabriel Jesus 2' | Relatório | Salah 56' · Firmino 77' | Público: 53 461 Árbitro: ESP Antonio Mateu Lahoz |

Liverpool venceu por 5–1 no placar agregado.
| 11 de abril de 2018 | Bayern de Munique | 0 – 0     | Sevilla | Allianz Arena, Munique                      |
| 20:45               |                   | Relatório |         | Público: 70 000 Árbitro: SCO William Collum |

Bayern de Munique venceu por 2–1 no placar agregado.
| 11 de abril de 2018 | Real Madrid         | 1 – 3     | Juventus                        | Estádio Santiago Bernabéu, Madrid           |
| 20:45               | Ronaldo 90+8' (pen) | Relatório | Mandžukić 2', 37' · Matuidi 61' | Público: 75 796 Árbitro: ENG Michael Oliver |

Real Madrid venceu por 4–3 no placar agregado.

## Semifinais
O sorteio para as semifinais foi realizado em 13 de abril de 2018 na sede da UEFA em Nyon na Suíça.
As partidas de ida serão disputadas nos dias 24 e 25 de abril e as partidas de volta em 1 e 2 de maio de 2018.
Também nesse sorteio foi definido o time "mandante" da final pra fins administrativos.
| Equipe 1          | Total | Equipe 2    | 1.º jogo | 2.º jogo |
| ----------------- | ----- | ----------- | -------- | -------- |
| Bayern de Munique | 3–4   | Real Madrid | 1–2      | 2–2      |
| Liverpool         | 7–6   | Roma        | 5–2      | 2–4      |

### Partidas de ida
| 24 de abril de 2018 | Liverpool                                      | 5 – 2     | Roma                          | Anfield, Liverpool                       |
| 20:45               | Salah 36', 45+1' · Mané 56' · Firmino 61', 69' | Relatório | Džeko 81' · Perotti 85' (pen) | Público: 51 236 Árbitro: GER Felix Brych |

| 25 de abril de 2018 | Bayern de Munique | 1 – 2     | Real Madrid               | Allianz Arena, Munique                     |
| 20:45               | Kimmich 28'       | Relatório | Marcelo 44' · Asensio 57' | Público: 70 000 Árbitro: NED Björn Kuipers |

### Partidas de volta
| 1 de maio de 2018 | Real Madrid      | 2 – 2     | Bayern de Munique          | Estádio Santiago Bernabéu, Madrid         |
| 20:45             | Benzema 11', 46' | Relatório | Kimmich 3' · Rodríguez 63' | Público: 77 459 Árbitro: TUR Cüneyt Çakır |

Real Madrid venceu por 4–3 no placar agregado.
| 2 de maio de 2018 | Roma                                                       | 4 – 2     | Liverpool               | Estádio Olímpico, Roma                     |
| 20:45             | Milner 15' (g.c.) · Džeko 52' · Naiggolan 86', 90+4' (pen) | Relatório | Mané 9' · Wijnaldum 25' | Público: 61 889 Árbitro: SVN Damir Skomina |

Liverpool venceu por 7–6 no placar agregado.

## Final
A equipe mandante da partida (para fins administrativos) foi definida no sorteio adicional que foi realizado após o sorteio das semifinais.
| 26 de maio de 2018 | Real Madrid                 | 3 – 1     | Liverpool | Estádio Olímpico, Kiev                     |
| 20:45              | Benzema 51' · Bale 64', 83' | Relatório | Mané 55'  | Público: 61 561 Árbitro: SRB Milorad Mažić |